# كولي بختياري (الريف الشرقي)
كولي بختياري (بالفارسية: کولی‌بختیاری) هي منطقة سكنية تقع في إيران في قسم الريف الشرقي الريفي. يقدر عدد سكانها بـ 29 نسمة بحسب إحصاء 2016.